# Hermann Lehmkuhl
Johann Hermann Lehmkuhl (geboren 1. November 1872 in Bloherfelde; gestorben 6. Oktober 1957 in Wildeshausen) war ein deutscher Landwirtschaftslehrer und völkischer Abgeordneter des Oldenburger Landtags.

## Leben
Hermann Lehmkuhl war ein Sohn des Landmanns Johann Gerhard Lehmkuhl und der Margarete Kayser, Tochter des Landtagsabgeordneten Christoph Kayser. Er heiratete Martha Wehrkamp, sie hatten zwei Kinder. Lehmkuhl besuchte die Landwirtschaftsschule in Halle an der Saale und wurde 1893 Nebenlehrer in Wildeshausen. Er war seit 1898 Assistent von Friedrich Gerhard Oetken bei der Oldenburgischen Landwirtschaftsgesellschaft. Im Jahr 1900 wurde er Leiter der Landwirtschaftsberatungsstelle in Delmenhorst und Leiter der Landwirtschaftlichen Winterschule und später der Landwirtschaftsschule Delmenhorst. Lehmkuhl gründete 1905 den Delmenhorster Herdbuchverein und die Delmenhorster Schweinezuchtgesellschaft. Er züchtete einen verbesserten Delmenhorster Landroggen. Er wurde 1928 zum Landwirtschaftsrat ernannt und ging 1934 in den Ruhestand.
Lehmkuhl engagierte sich in der Weimarer Republik seit 1920 im Deutschvölkischen Schutz- und Trutzbund und wurde 1925 Abgeordneter der Deutsch-Völkischen Freiheitsbewegung im Oldenburgischen Landtag. Er wurde 1928 als Abgeordneter des Völkisch-Nationalen Blocks (VNB) wiedergewählt. Nach der Machtübergabe an die Nationalsozialisten trat Lehmkuhl zum 1. Mai 1933 der NSDAP bei (Mitgliedsnummer 3.111.832).